# 約翰·菲爾茲 (籃球運動員)
喬納森·貝利·菲爾茲（1988年3月30日—）為美國男子籃球運動員，場上位置為中鋒。
菲爾茲大一和大二在東卡羅來納大學度過，之後轉往北卡羅來納大學威明頓分校，從UNCW畢業後到田納西大學攻讀碩士學位。

## 職業生涯
2018年5月，菲律賓籃球協會哥倫比亞Dyip引進菲爾茲頂替C·J·艾肯。2018年7月，菲爾茲加盟聖法蘭西斯科印第安人。2019年5月，麥諾尼亞熱點引進菲爾茲。2019年6月，菲爾茲代表麥諾尼亞熱點出賽一場後，被詹姆斯·法尔頂替。
2019年11月，奧利維倫斯引進菲爾茲。2020年2月18日，奧利維倫斯終止與菲爾茲的合約。2月24日，東南亞職業籃球聯賽菲律賓火焰引進菲爾茲頂替森姆·迪加拿。但賽季隨著COVID-19疫情而停賽，菲爾茲未代表菲律賓火焰出賽過。2020年7月，里斯本體育引進菲爾茲。
2021年8月，B3聯賽東京八王子蜜蜂列車與菲爾茲簽下2021-22賽季合約。2022年6月，菲爾茲與東京八王子蜜蜂列車完成續約。2023年4月，菲爾茲加盟超級籃球聯賽台灣啤酒。例行賽出賽5場，挑戰賽出賽3場，場均可貢獻分別為27.8分、15.8籃板以及31.3分、9籃板。2023年5月，SBL總冠軍系列賽裕隆納智捷使用李恩條款網羅菲爾茲頂替阿基里斯腱撕裂傷的沃尔特·夏普。2023年6月，昇龍勇士引進菲爾茲。
2024年1月，菲爾茲重返台灣啤酒頂替左腳阿基里腱挫斷的特洛伊·威廉斯。2024年5月，菲爾茲加盟蘭斯辛巴博果爾頂替杰尔姆·乔丹。菲爾茲效力高科技以後，於2024年9月加入BUAP銀狼。2024年12月，彰化璞園柏力力引進菲爾茲。

## 外部連結
- 約翰·菲爾茲在fiba.basketball（英语）
- 約翰·菲爾茲在Basketball-Reference.com（國際）（英语）
- 約翰·菲爾茲在Sports-Reference.com（NCAA）（英语）
- 約翰·菲爾茲在Eurobasket.com（球員）（英语）
- 約翰·菲爾茲在Proballers（英语）
- 約翰·菲爾茲在RealGM（英语）
- 約翰·菲爾茲在Flashscore（英语）
- . Vancouver Bandits Professional Basketball Team.   [2024-12-16].